# Mordellistena flavicornis
Mordellistena flavicornis es una especie de coleóptero de la familia Mordellidae.

## Distribución geográfica
Habita en Guatemala y Panamá.